# هیوندای سانترو
هیوندای سانترو (به انگلیسی: Hyundai Santro) یک خودروی شهری است که توسط شرکت هیوندای موتور مابین سالهای ۱۹۹۸ تا ۲۰۱۴ و به‌طور انحصاری از سال ۲۰۱۸ برای برخی بازارها تولید می‌شود. نسل اول این خودرو تنها نمونه‌هایی از هیوندای آتوس بودند که نام آنها عوض شده بود؛ اما نسل دوم هویتی مستقل دارد.

## نسل اول (ای‌اچ۱؛ ۱۹۹۸)

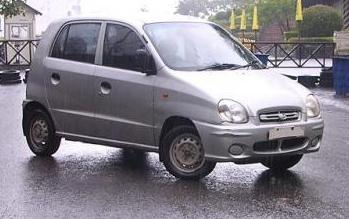
هیوندای سانترو ۲۰۰۱ (ام‌ایکس؛ ۱۹۹۸ تا ۲۰۰۳)

نسل نخست سانترو در سال ۱۹۹۸ معرفی و فروش آن از سال ۱۹۹۹ آغاز گردید. این خودرو در اروپا تحت نام هیوندای آتوس پریمیو و در کره جنوبی نیز تحت نام کیا ویستو ارائه گردید.
این خودرو در هند با نام سانترو زیپ از سال ۱۹۹۸ تا ۲۰۰۳ تولید می‌شد.

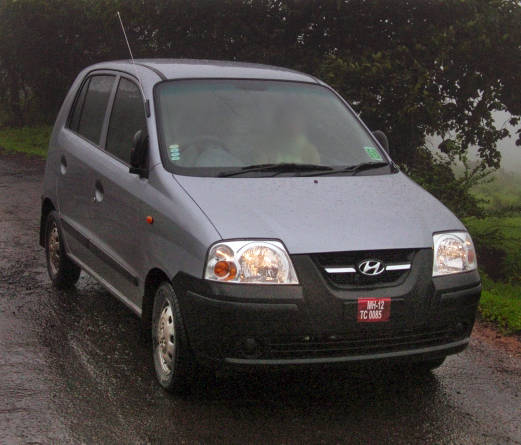
هیوندای سانترو زینگ ۲۰۰۵ (ام‌ایکس؛ ۲۰۰۳ تا ۲۰۱۴)

پس از معرفی کیا پیکانتو به عنوان جانشین کیا ویستو، نسل دوم خودروی سانترو در سال ۲۰۰۳ معرفی شد. این در حالی بود که در بسیاری از نقاط جهان این خودرو به عنوان نمونهٔ فیس‌لیفت هیوندای آتوس معرفی شده بود که در هند با نام سانترو زینگ از سال ۲۰۰۳ تا ۲۰۱۴ تولید می‌شد.

## نسل دوم (ای‌اچ۲؛ ۲۰۱۸)
نسل دوم سانترو در ۲۳ اکتبر ۲۰۱۸ در هند رونمایی شد. این نشان دهنده این بود که تولید سانترو در هند پس از چهار سال از قطع تولید آخرین نسل و نزدیک به بیست و پنج سال از آغاز تولید از سر گرفته خواهد شد. این خودرو از لحاظ ابعاد مابین مدل‌های ایون (تا سال ۲۰۱۹) و آی۱۰ گرند قرار می‌گرفت.
این خودرو با پیشرانه‌های زیر ارائه می‌گردد:
- ۱٫۱ لیتری بنزینی با کد اپسیلون جی۴اچ‌جی با قدرت ۶۹ اسب بخار و گشتاور ۹۹ نیوتون متر
- ۱٫۱ لیتری دوگانه سوز با کد اپسیلون جی۴اچ‌جی با قدرت ۶۹ اسب بخار و گشتاور ۹۹ نیوتون متر در حالت بنزین[توضیح ۱]

گیربکس‌های این خودرو را نیز نمونه‌های زیر تشکیل می‌دهند:
- دستی ۵ سرعته
- نیمه‌خودکار ۵ سرعته[۲]

کمتر از یک ماه پس از عرضه، این خودرو به رکورد فروش ۸٬۵۳۵ دستگاه رسید که این میزان برای رقیب اصلی‌اش تاتا تیاگو، ۷٬۴۹۲ دستگاه بود.
این خودرو یکی از ۳ خودروی برتر جهان در سال ۲۰۱۹ بود.
سانتروی مونتاژ هند در تست سازمان گلوبال ان‌سی‌ای‌پی در جریان برنامهٔ «اتومبیل‌های ایمن‌تر برای هند» تنها ۲ ستاره ایمنی دریافت کرد تا نشان دهد از لحاظ ایمنی خودرویی نامطمئن است.

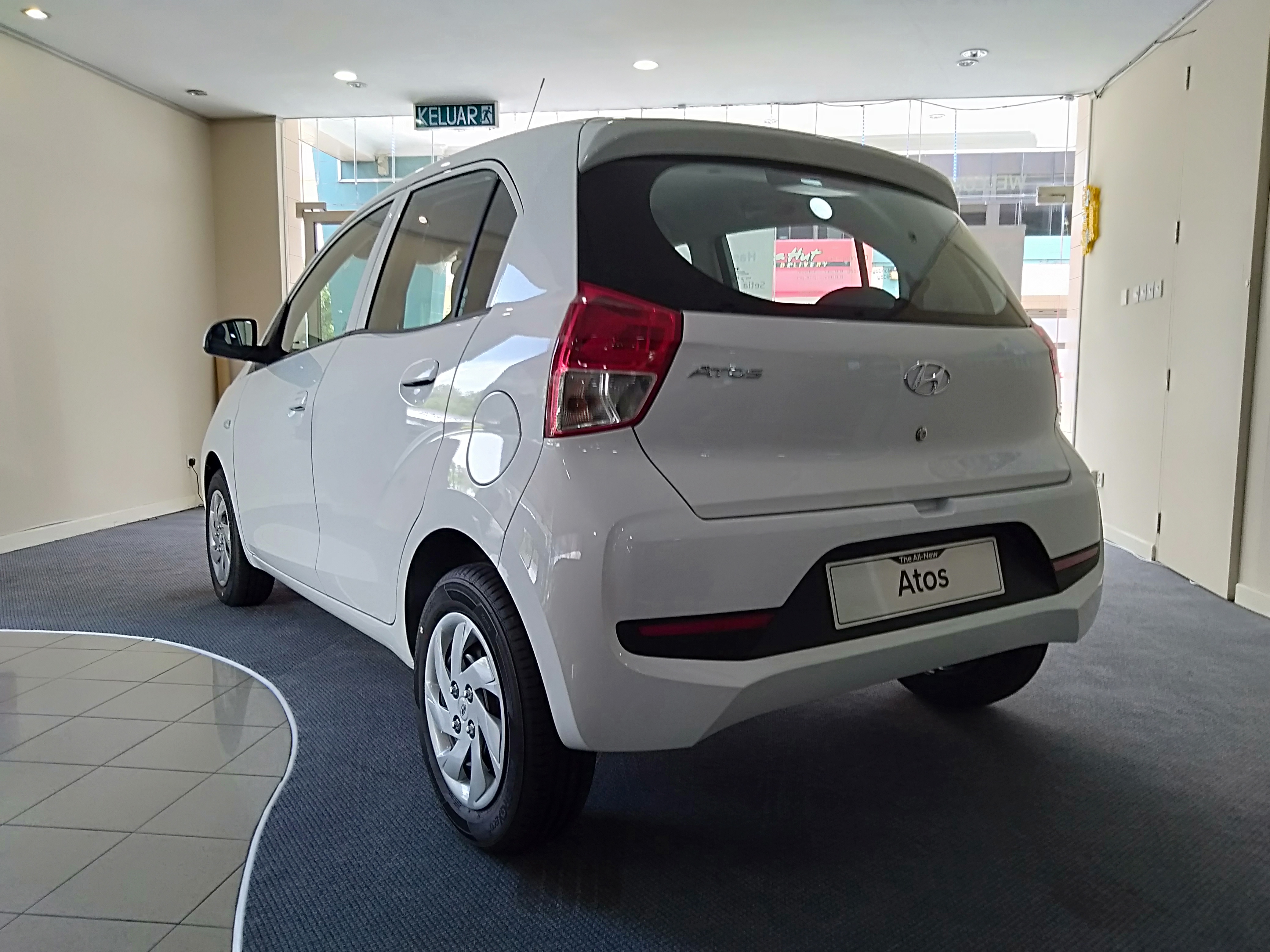
نمای عقب
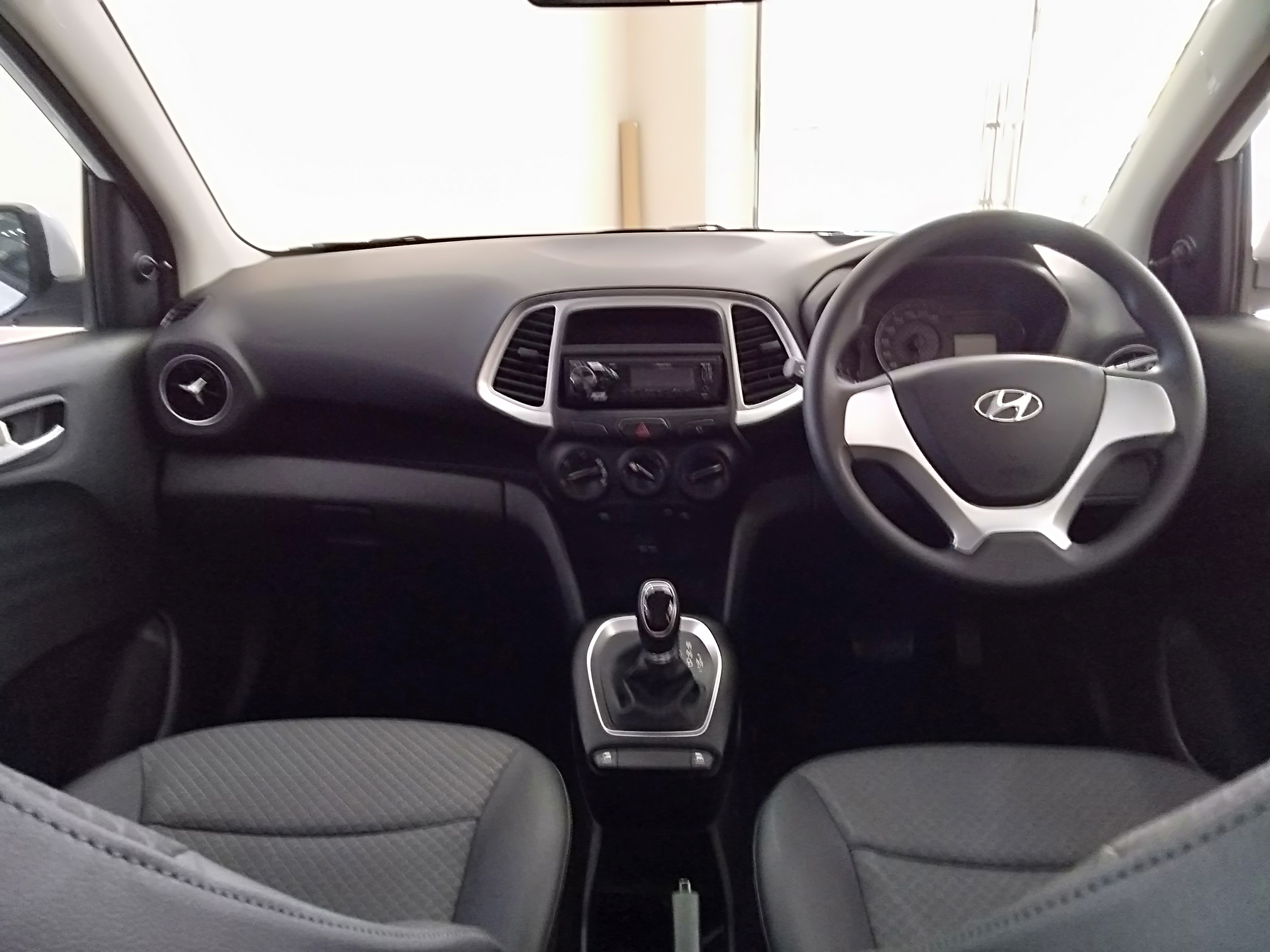
نمای داخلی
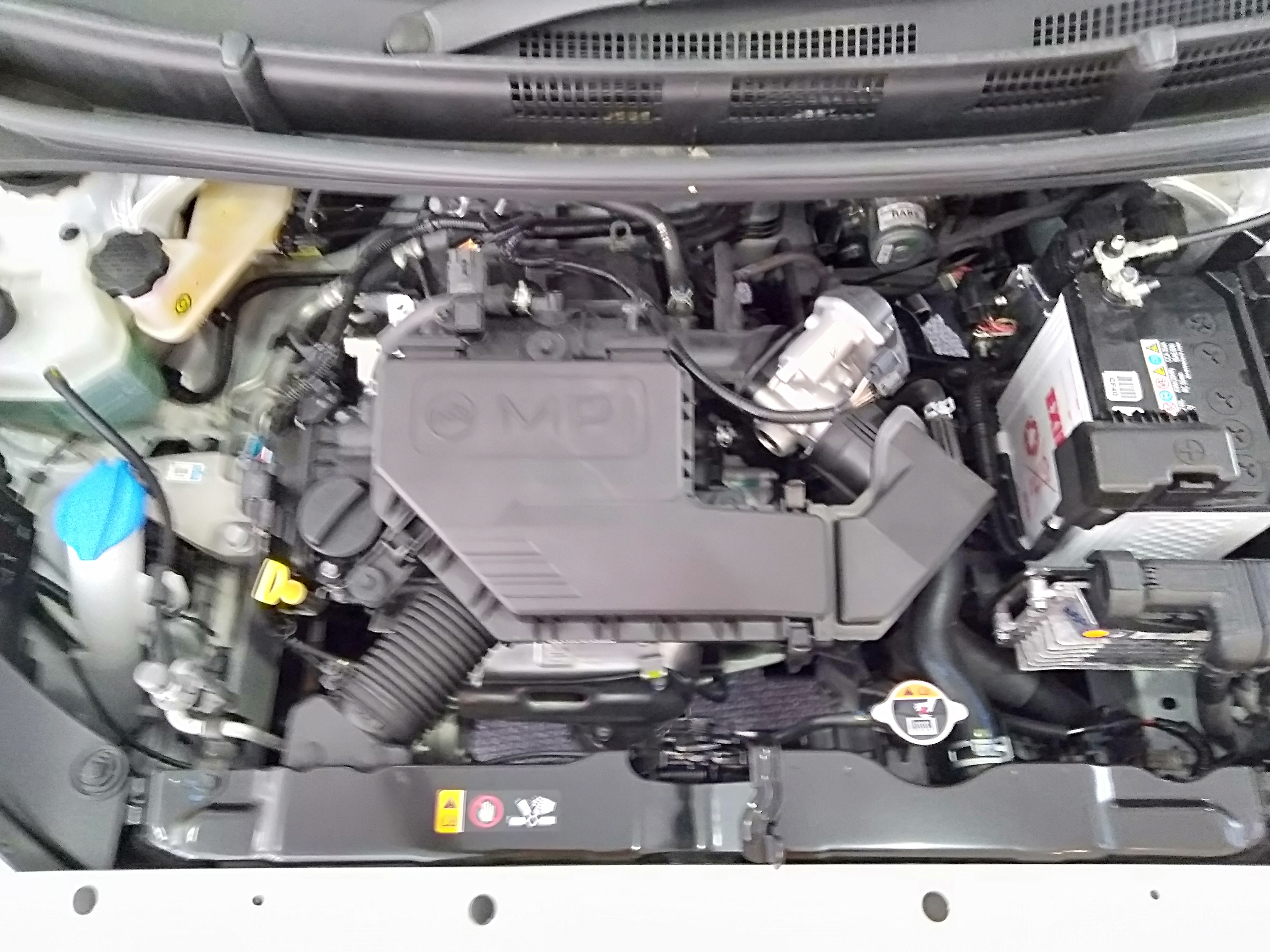
پیشرانه

## توضیحات
1. ↑  قدرت نمونهٔ دوگانه در حالت گاز اعلام نشده‌است.